# الحديقة اليابانية في اسطنبول

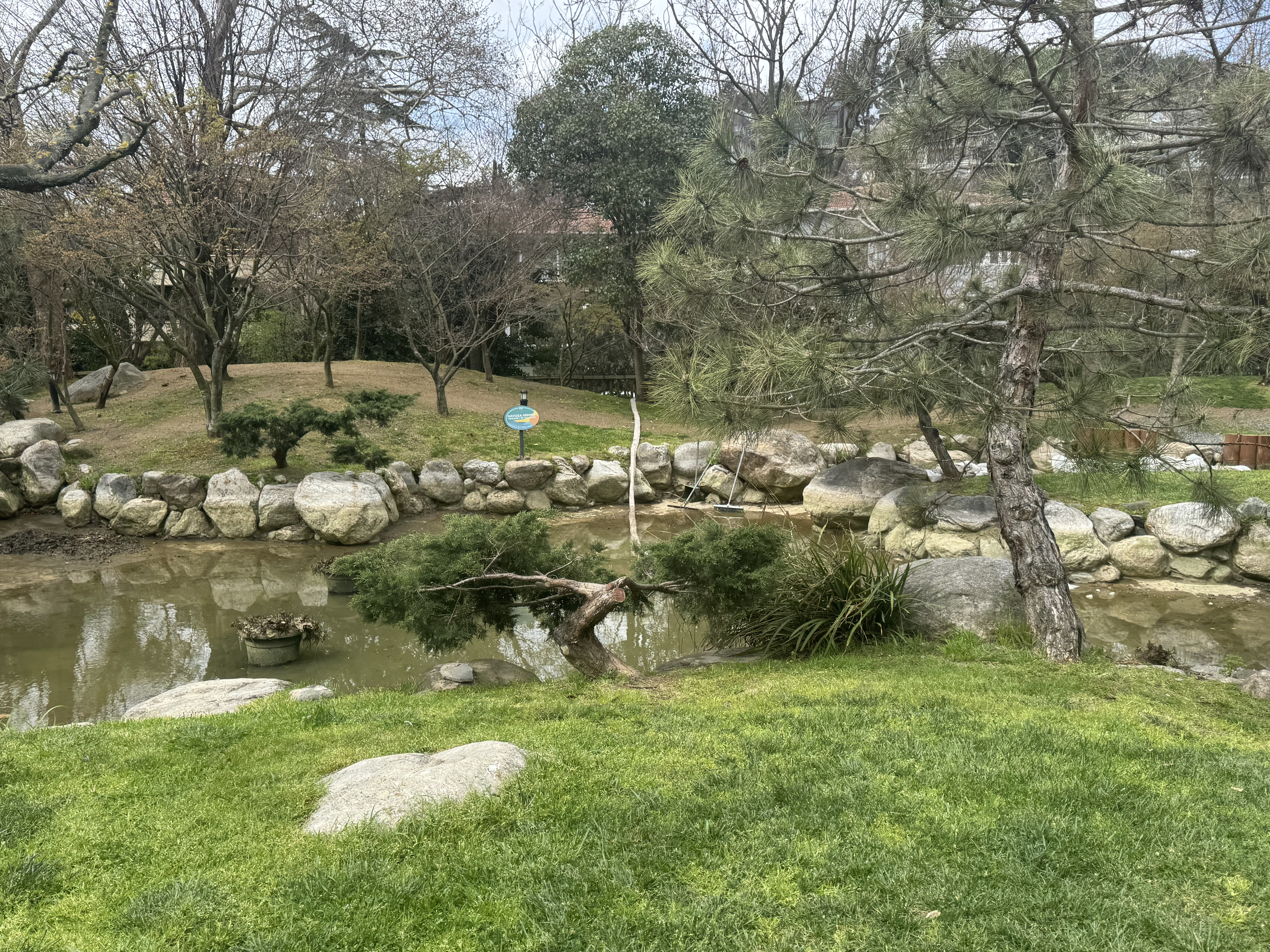
منظر من داخل الحديقة اليابانية في بلطاليمان بإسطنبول: البحيرة الصغيرة

الحديقة اليابانية في إسطنبول حديقة مخصصة للتراث الياباني، تم الشروع في بناء الحديقة عام 2000 وتم افتتاح الحديقة للجماهير في سنة 2003 في أعقاب إعلان العام  التركي في اليابان، تقع الحديقة اليابانية في منطقة بالطة ليماني في حي ساريير في إسطنبول، أما الجانب الاوروربي من المدينة فيطل على مساحة 7000 متر مربع ممتلئة بالكرز التقليدي الياباني والورود والأزهار النادرة الجميلة وتم تجديد الحديقة عام 2010، تحتوي الحديقة على الكثير من النباتات التي تستخدم بكثرة في اليابان، كما أصبحت الحديقة اليابانية في اسطنبول مؤخرا إحدى معالم السياحة في تركيا الحديثة التي تجذب السياح من كل مكان، وتضم الحديقة بداخلها شلال وبحيرة طبيعية وجسور خشبية تربط جانبي البحيرة ببعضمها البعض وحديقة شاي على الطراز الياباني.